# Éric Perrin
Éric Perrin (* 1. November 1975 in Laval, Québec) ist ein ehemaliger kanadischer Eishockeyspieler, der im Verlauf seiner aktiven Karriere zwischen 1993 und 2019 unter anderem 263 Spiele für die Tampa Bay Lightning und Atlanta Thrashers in der National Hockey League (NHL) auf der Position des Centers bestritten hat. Darüber hinaus absolvierte Perrin, der im Jahr 2004 mit den Tampa Bay Lightning den Stanley Cup gewann, annähernd 750 weitere Partien in der finnischen (SM-)Liiga.

## Karriere

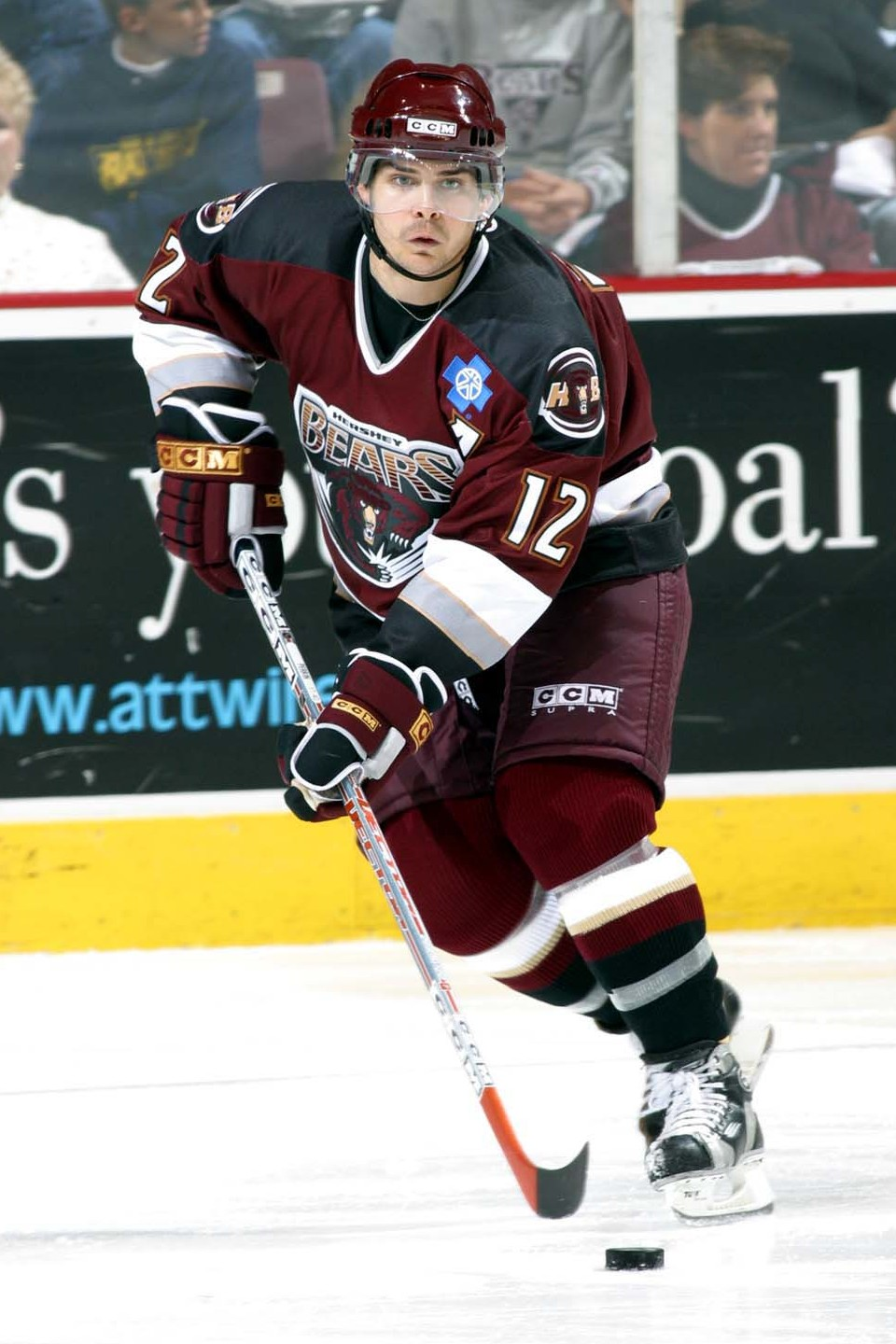
Perrin im Trikot der Hershey Bears (2004)

Éric Perrin begann seine Karriere als Eishockeyspieler für die University of Vermont, für die er von 1993 bis 1997 vier Jahre lang spielte. Im Anschluss daran verbrachte er drei Spielzeiten in der International Hockey League für die Cleveland Lumberjacks, Rafales de Québec und Kansas City Blades. Weitere drei Jahre war der Angreifer in der finnischen SM-liiga aktiv. In Finnland spielte Perrin für Jokerit Helsinki, Ässät Pori, HPK Hämeenlinna und JYP Jyväskylä.
Nach zahlreichen Vereinswechseln kehrte Perrin im Sommer 2003 nach Nordamerika zurück, wo er einen Vertrag bei den Hershey Bears aus der American Hockey League (AHL) erhielt. Gegen Ende der Saison 2003/04 wurde er von Tampa Bay Lightning in deren NHL-Kader berufen. In der regulären Saison spielte er noch viermal, blieb jedoch punktlos. In den Stanley-Cup-Playoffs 2004 erhielt er deutlich mehr Eiszeit bei Tampa und so durfte er zwölfmal auflaufen. In den Playoffs trug er durch seinen ersten Assist in der National Hockey League (NHL) zum erstmaligen Stanley-Cup-Gewinn von Tampa Bay Lightning bei.
Während des NHL-Lockout in der Saison 2004/05 unterschrieb Perrin erneut bei den Hershey Bears und wurde zum wertvollsten Spieler seiner Mannschaft gekürt. Aufgrund seines wohltätigen Engagements wurde er ebenfalls zum Man of the Year ernannt. Anstatt erneut bei den Bears zu verlängern, entschloss sich Perrin im folgenden Jahr wieder nach Europa zu wechseln und verbrachte ein Jahr beim SC Bern in der Schweizer Nationalliga A (NLA). Während der Playoffs der Saison 2005/06 verstärkte er den EHC Biel in der Nationalliga B (NLB), mit dem der Gewinn der NLB-Meisterschaft gelang. Nach dem Saisonende in der Schweiz unterschrieb Perrin erneut bei den Tampa Bay Lightning und erzielte am 2. November 2006 sein erstes Tor in der NHL in einem Spiel gegen die Philadelphia Flyers. Ab dem 1. Juli 2007 stand Perrin bei den Atlanta Thrashers unter Vertrag und absolvierte 159 NHL-Partien für die Thrashers, bevor er im September 2009 vom HK Awangard Omsk aus der Kontinentalen Hockey-Liga (KHL) verpflichtet wurde.
Im Oktober 2010 wechselte der Kanadier abermals zu JYP Jyväskylä in die finnische SM-liiga. Perrin verbrachte fünf Spielzeiten bei JYP und gewann mit dem Team im Jahr 2012 die Finnische Meisterschaft sowie im Jahr darauf die European Trophy. Zur Saison 2015/16 wechselte der Stürmer innerhalb Finnlands zum Traditionsverein TPS Turku. Dort verbrachte er drei weitere Spielzeiten im finnischen Eishockey-Oberhaus. Zur Spielzeit 2018/19 unterschrieb Perrin ein drittes Mal einen Vertrag bei JYP Jyväskylä. Dort beendete der 43-Jährige nach der Saison seine aktive Karriere.

### International
Auf internationaler Ebene nahm Perrin mit der kanadischen Nationalmannschaft in der Saison 2005/06 am Deutschland Cup 2005 und dem Loto Cup 2005 teil. Insgesamt absolvierte der Stürmer im Rahmen der beiden Miniturniere, die die Kanadier jeweils als Sieger abschlossen, insgesamt vier Spiele.

## Erfolge und Auszeichnungen
| - 1994 ECAC Rookie of the Year - 1994 ECAC All-Rookie Team - 1995 ECAC First All-Star Team - 1996 ECAC Player of the Year - 1996 ECAC First All-Star Team - 1996 NCAA East First All-American Team - 1997 ECAC Second All-Star Team - 2004 Teilnahme am AHL All-Star Classic - 2004 AHL First All-Star Team | - 2004 Stanley-Cup-Gewinn mit den Tampa Bay Lightning - 2005 Teilnahme am AHL All-Star Classic - 2006 NLB-Meister mit dem EHC Biel - 2010 SM-liiga-Spieler des Monats Dezember - 2012 Finnischer Meister mit JYP Jyväskylä - 2012 SM-liiga All-Star-Team - 2012 Bester Vorlagengeber der SM-liiga - 2013 Bester Vorlagengeber der SM-liiga - 2013 European-Trophy-Gewinn mit JYP Jyväskylä |

## Karrierestatistik
(Legende zur Spielerstatistik: Sp oder GP = absolvierte Spiele; T oder G = erzielte Tore; V oder A = erzielte Assists; Pkt oder Pts = erzielte Scorerpunkte; SM oder PIM = erhaltene Strafminuten; +/− = Plus/Minus-Bilanz; PP = erzielte Überzahltore; SH = erzielte Unterzahltore; GW = erzielte Siegtore; 1 Play-downs/Relegation; Kursiv: Statistik nicht vollständig)